# Melissa Roxburgh
Melissa Roxburgh (Vancouver, Canadá; 10 de diciembre de 1992) es una actriz canadiense.

## Biografía
Roxburgh es la segunda hija de cuatro hermanos; tiene dos hermanas Kristie y Ashley, un hermano menor Matt. Su padre es un pastor canadiense y su madre Shelley es una tenista británica retirada. Sus padres, después de mudarse de los Estados Unidos a Canadá, fundaron una iglesia en Vancouver. El padre de Roxburgh es originario de Chicago, por lo que es una doble ciudadana de Canadá y los Estados Unidos.

### Vida personal
A Roxburgh le apasionan los viajes. Al crecer, su familia visitó África, Albania y Guatemala, lo que inició el interés de Roxburgh en cuestiones de justicia social. Actualmente se desempeña como líder de género para el Comité Internacional de Rescate (IRC), que ayuda a las personas en crisis humanitarias extremas. Antes de trabajar en Manifest, Roxburgh estudió Comunicaciones en la Universidad Simon Fraser con la esperanza de convertirse en periodista.

## Carrera
Después de graduarse de la escuela secundaria, Roxburgh comenzó a dedicarse a la actuación en Vancouver. Consiguió su primer papel importante en Diary of a Wimpy Kid: Rodrick Rules como Rachel. Ella también apareció en la segunda secuela de Diary of a Wimpy Kid, Dog Days, pero como un personaje diferente, Heather Hills. Su otro trabajo en películas ha incluido Big Time Movie, Jeni en Leprechaun: Origins y Ensign Syl en Star Trek Beyond. Su trabajo televisivo ha incluido el spin-off de Supernatural, Bloodlines, y Thea en la serie dramática de The CW, Valor. Roxburgh interpreta a Michaela Stone en la serie Manifest de NBC, que se estrenó el 24 de septiembre de 2018.Y el 2 de junio de 2023 se acabó la serie.

## Filmografía
| Año  | Título                              | Personaje       | Observaciones |
| ---- | ----------------------------------- | --------------- | ------------- |
| 2011 | Diary of a Wimpy Kid: Rodrick Rules | Rachel          |               |
| 2012 | Diary of a Wimpy Kid: Dog Days      | Heather Hills   |               |
| 2012 | Big Time Movie                      | Princesa        |               |
| 2014 | Leprechaun: Origins                 | Jeni            |               |
| 2015 | The Marine 4: Moving Target         | Olivia Tanis    |               |
| 2016 | Star Trek Beyond                    | Alférez Syl     |               |
| 2016 | 2BR02B: To Be or Naught to Be       | Leora Duncan    | Cortometraje  |
| 2016 | Lost Solace                         | Azaria          |               |
| 2018 | In God I Trust                      | Mya Matheson    |               |
| 2020 | I Still Believe                     | Heather Henning |               |
| 2022 | Mindcage                            | Mary Kelly      |               |

### Televisión
| Año         | Título                   | Personaje               | Observaciones                 |
| ----------- | ------------------------ | ----------------------- | ----------------------------- |
| 2012        | Supernatural             | Lila Taylor             | Episodio: "Time After Time"   |
| 2014        | Supernatural: Bloodlines | Violet Duval            |                               |
| 2014        | The Tomorrow People      | Talia                   | Episodio: "Superhero"         |
| 2015        | Scarlett Byrne           | Carly                   |                               |
| 2016        | Legends of Tomorrow      | Betty Seaver            | Episodio: "Night of the Hawk" |
| 2017-2018   | Valor                    | Thea                    |                               |
| 2017        | Travelers                | Carrie                  |                               |
| 2018 - 2023 | Manifest                 | Michaela Stone          |                               |
| 2025        | The Hunting Party        | Rebecca «Bex» Henderson |                               |